# Вангаш
Ванга́ш — посёлок в Северо-Енисейском районе Красноярского края.
До 2001 года на уровне муниципального устройства и до 2005 года на уровне административно-территориального устройства являлся административным центром Вангашского сельсовета.

## Географическое положение
Посёлок находится в 125 км от центра района. Посёлок стоит на реке Вангаш, притоке реки Чиримба.

## История
Вангаш или прииск Митрофановский, как называли его в начале прошлого века, является одним из старейших в Северо-Енисейском районе. Здесь работала драга № 23, одна из самых старых в стране. Рабочие-драгёры ударно трудились за всё время существования посёлка. Карьер Вангаш не раз лидировал в социалистическом соревновании и ценный опыт вангашевцев не раз брался на вооружение коллективами других приисков не только района, но и всей золотодобывающей отрасли.

## Население
| 2010 |
| ---- |
| 369  |

## Современность
Сейчас Вангаш — это красивый посёлок с прямыми улицами, с частично благоустроенным жильём.

## Производство
С 2005 года посёлке работает хлебопекарный цех.

## Социальная сфера
С 2000 года в Вангаше действует Дом культуры.
В 2005 году было построено новое здание школы, фельдшерско-акушерский пункт.